# 猿飛佐助

今治駅前の猿飛佐助像

猿飛 佐助（さるとび さすけ）は、講談などに登場する忍術使い。立川文庫では、真田幸村（信繁）に仕える真田十勇士の第一・筆頭。

## 伝説
立川文庫や松本金華堂などによると、佐助の父・鷲尾佐太夫は森武蔵守の家臣であった。小牧・長久手の戦いで武蔵守が戦死すると佐太夫は信濃の鳥居峠の麓に住んで郷士となり、姉の小夜と弟の佐助の2人の子をなす。佐助は戸隠の山の中でひとり修行をしていたところ、摂州花隈の城主・戸沢山城守の父の戸沢白雲斎に見出されてその弟子となる。白雲斎は甲賀流忍術の開祖であり、鳥居峠の近くの角間渓谷（真田忍者の修行場だったとの伝説がある）で3年の間修行をしていた。のち幸村に見いだされ、猿飛佐助幸吉（さるとび さすけ ゆきよし）と名付けられて仕える。大坂夏の陣で徳川方に敗れた後は、幸村と共に薩摩に落ちのびた。

## 銅像
立川文庫版の原作者が愛媛県今治市出身の山田阿鉄一族であることから、JR今治駅前に猿飛佐助の銅像が立っている。

## モデル

### 三雲佐助賢春
司馬遼太郎は、小説『風神の門』において、「明治末期〜大正年間に立川文庫の作者達が創った」とする説を紹介し、「猿飛佐助の命名は、玉秀斎を中心とした作家グループ達が行った」との説を補筆している。それを司馬は「半ば真実かもしれない」と理解を示した上で、「すでに江戸時代には大阪の庶民の間で語り継がれていた」とする岡本良一の異説を紹介し、『淡海故録』および『茗渓事蹟』を出典に、「三雲新左衛門賢持の子、三雲佐助賢春が猿飛佐助である」と実在説を支持している（三雲佐助賢春は六角氏の重臣である三雲成持の甥にあたる）。1719年頃成立の『厭蝕太平楽記』に、幸村が九度山蟄居の際に伴った身近な家臣としてこの名前が登場する。

### 横谷左近
真田家に仕えた横谷左近（横谷幸重）が猿飛佐助のモデルという説がある。

### 唐澤玄蕃
中之条町の歴史と民族の博物館「ミュゼ」講演会にて猿飛佐助のモデル

### 猿飛仁助
『審訓清正実記』には「木下藤吉郎（豊臣秀吉）が金ヶ崎の戦いの退き口で殿（しんがり）を務め、浅井・朝倉軍の追撃から逃げて京に至る「朽木越え」の際に、猿飛仁助が率いる3000名の盗賊に襲われようとしていた」とある。既に藤吉郎の軍は戦う気力さえなかったが、蜂須賀小六の配下である日比六大夫（日比野六大夫）が猿飛と旧知の仲だったため、この時、猿飛に盗賊をやめて藤吉郎配下へ加わり一緒に天下を取るよう誘った。猿飛仁助はこの説得を受け入れて藤吉郎の家来となり、それ以来、猿飛一族は太閤秀吉の天下取りの陰の力となったとされる。

### 上月佐助
それ以外にも、伊賀下忍・下柘植ノ木猿の本名が「上月佐助」である事から、「上月佐助こそが猿飛佐助である」との説もある。これについては、大坂夏の陣後、徳川家康の命を受けたと思われる服部半蔵宗家が、本拠地の三重県柘植野で徹底的に殲滅・残党狩りをしており、「大坂夏の陣で当時の忍術（≒現在の諜報・特殊部隊）を駆使したことへの報復・恐怖の傍証」とも取れるという。

## 作品化
忍者ものの文学、講談などでは群を抜く知名度を持ったヒーローである。戦後、猿飛佐助をモチーフにしたキャラクターが、多くの小説や漫画などで生み出されている。年代順。

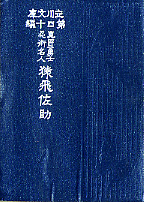
『立川文庫第四十編 真田三勇士 忍術名人 猿飛佐助』（1913年）

小説
『猿飛佐助』（織田作之助）1945年
『忍者 猿飛佐助』（富田常雄）1948年
『柴錬立川文庫 猿飛佐助』（柴田錬三郎）1955年
『風神の門』（司馬遼太郎）1962年
『異聞 猿飛佐助』（中田耕治）1963年
『草書本 猿飛佐助』（神坂次郎）1972年
『産霊山秘録』（半村良）1973年
『柴錬立川文庫 真田十勇士』（柴田錬三郎）1975年
映画
東宝『エノケンの猿飛佐助 ありゃありゃの巻、どろんどろんの巻』（演：榎本健一）1937年-1938年
日活『猿飛佐助』（主演：フランキー堺）1955年
新東宝『風雲急なり大阪城 真田十勇士総進軍』（演：天城竜太郎）1957年
東映長編漫画映画『少年猿飛佐助』1959年、これは1975年3月31日の4時から朝日放送で放送された。
松竹『忍術武者修行』（演：三木のり平）1960年
東映『忍術真田城』『忍術大阪城』（演：里見浩太朗）1960年・1961年
東映『真田風雲録』（演：中村錦之助）1963年
松竹『異聞猿飛佐助』（演：高橋幸治）1965年
松竹『忍術 猿飛佐助』（演：財津一郎）1976年
東映『猿飛佐助 闇の軍団 1 - 4』（主演：松方弘樹）2004 - 2005年
テレビドラマ
『天下の暴れん坊 猿飛佐助』　(主演：沢村精四郎) 1961年
『忍びの者』（主演：坂口祐三郎）1964年
『熱血猿飛佐助』（主演：桜木健一）1972年-1973年
『猿飛佐助』（主演：太川陽介）1980年
『風神の門』（演：渡辺篤史）1980年
『猿飛三世』（声：千葉真一）2012年
演劇
『真田風雲録』（福田善之）1962年初演
『真田十勇士』（演：六代目中村勘九郎）2014年初演、2016年再演及び映画化
人形劇
『真田十勇士』 1975年-1977年にNHK総合で放送。
漫画
『猿飛佐助』（杉浦茂）1954年-1955年
『さるとび佐助』(福田三郎)  1956年-1960年
『おれは猿飛だ!』（手塚治虫）（1960年 - 1961年）
『サスケ』（白土三平）（1961年 - 1966年）
『真田十勇士』（原作：柴田錬三郎 / 作画：本宮ひろ志）1975年
『真田十勇士』（原作：柴田錬三郎 / キャラクターデザイン：石森章太郎 / 作画：すがやみつる）1975年
『魔界衆』（横山光輝）1976年 - 1977年
『須平巣忍風帳』（石川賢）1979年
『学研まんが 猿飛佐助』（中島昌利）1980年
『サスケ忍伝』（黒岩よしひろ）1986年
『ガンリュウ』（山根和俊）2000-2003
アニメ
『少年猿飛佐助』1959年 東映動画スタジオの長篇漫画映画
『まんが猿飛佐助』（主演：松岡洋子）1979年-1980年に東京12チャンネル（現・テレビ東京）で放送。ナック制作。
『新釈 眞田十勇士』2005年WOWOWで放送。